# Scythia (zoologia)
Scythia Kiritshenko, 1938 è un genere di insetti della famiglia dei Coccidi.

## Tassonomia
Il genere include le seguenti specie:
- Scythia aetnensis Russo & Longo, 1991
- Scythia craniumequinum Kiritchenko, 1938
- Scythia festuceti (Šulc, 1941)
- Scythia sinensis Wu & S.A., 1999
- Scythia stipae Hadzibejli, 1967